# Songs from the Underground
Albums de Linkin Park
Road to Revolution: Live at Milton Keynes
(2008) A Thousand Suns
(2010)
Songs from the Underground est une compilation de Linkin Park regroupant des anciennes chansons connues ou inconnues du groupe issues notamment des albums Linkin Park Underground.
Il est sorti le 25 novembre 2008 en version limitée dans les pays suivants : États-Unis, Taïwan, Thaïlande, Hong Kong, Japon, Singapour, Indonésie, Corée du Sud, Malaisie et Philippines. Il est également sorti par la suite en Allemagne, Autriche ainsi qu'en Suisse depuis le 17 juillet 2009.
Une sortie en France n'est pas prévue pour l'instant.

## Liste des pistes
1. Announcement Service Public
2. Qwerty (Studio Version)
3. And One
4. Sold My Soul to Yo Mama
5. Dedicated (demo 1999)
6. Hunger Strike (Live From Projeckt Revolution 2008) - Chris Cornell feat. Chester Bennington
7. My December (Live 2008)
8. Part of Me

- Une réédition est apparue en 2010 sous le nom de "A Decade Underground" à l'occasion des dix ans du Linkin Park Underground.

1. Announcement Service Public
2. Qwerty (Studio Version)
3. And One
4. Sold My Soul to Yo Mama
5. Dedicated (demo 1999)
6. Hunger Strike (Live From Projeckt Revolution 2008) - Chris Cornell feat. Chester Bennington
7. My December (Live 2008)
8. Part of Me
9. Across The Line (Demo 2007)
10. Pretended To Be (Demo 2008)